# Тюркмен, Хюсейн
Хюсейн Тюркмен (тур. Hüseyin Türkmen; 1 января 1998 года, Акчаабат) — турецкий футболист, защитник клуба «Трабзонспор».

## Клубная карьера
Родившийся в Акчаабате Хюсейн Тюркмен занимался футболом в клубах «Уньеспор», «1461 Трабзон» и «Трабзонспор». 30 ноября 2017 года он подписал свой первый профессиональный контракт, с «Трабзонспором». 13 мая 2018 года Хюсейн Тюркмен дебютировал в турецкой Суперлиге, выйдя на замену в самой концовке гостевого поединка против «Бурсаспора».